# Universiteit van IJsland
De Universiteit van IJsland (IJslands: Háskóli Íslands) is een algemene onderwijsinstelling in IJsland, gelegen in de hoofdstad Reykjavik. De universiteit werd gesticht op 17 juni 1911, door een fusie van drie voormalige IJslandse scholen voor hoger onderwijs: Prestaskólinn, Læknaskólinn en Lagaskólinn. In het begin waren er 45 studenten ingeschreven, terwijl er inmiddels plaats is voor 14.000 studenten, verdeeld over 11 faculteiten.

## Faculteiten
De Universiteit van IJsland is een algemene universiteit, en heeft dus een waaier aan faculteiten:
- Economie en Bedrijfswetenschappen
- Godgeleerdheid
- Rechtsgeleerdheid
- Geneeskunde
- Farmaceutische wetenschappen
- Verpleegkunde
- Sociale wetenschappen
- Humane wetenschappen
- Wetenschappen
- Techniek
- Tandheelkunde

## Alumni
- Bjarni Ármannsson (bankier)
- Sara Dögg Ásgeirsdóttir (actrice)
- Ásgeir Ásgeirsson (politicus)
- Kristín Marja Baldursdóttir (schrijver)
- Björn Bjarnason (politicus)
- Thórarinn Eldjárn (schrijver)
- Guðmundur Finnbogason (schrijver, professor)
- Kristrún Frostadóttir (politica, premier van IJsland, econome)
- Vigdís Grímsdóttir (schrijver)
- Einar Már Guðmundson (schrijver)
- Thorgerður Katrín Gunnarsdóttir (politicus)
- Agnar Helgason (antropoloog)
- Elín Hirst (nieuwspresentatrice)
- Sigurður Kári Kristjánsson (politicus)
- Guðrún Kristín Magnúsdóttir (schrijver)
- Davíð Oddsson (politicus)
- Einar Pálsson (letterkundige)
- Sólveig Pétursdóttir (politicus)
- Sigurjón Sighvatsson (filmproducer)
- Össur Skarphéðinsson (politicus)
- Friðrik Sophusson (politicus)
- Kristín Steinsdóttir (schrijver)

 België - Universiteit Antwerpen ·
 Tsjechië - Masaryk-universiteit ·
 Denemarken - Universiteit van Aarhus ·
 Spanje - Complutense-universiteit van Madrid ·
 Finland - Universiteit van Helsinki ·
 Frankrijk - Université de Lille · Universiteit van Straatsburg ·
 Duitsland - Ruhr-universiteit van Bochum · Universiteit Leipzig ·
 Estland - Universiteit van Tartu ·
 Griekenland - Aristoteles-universiteit van Thessaloniki ·
 Hongarije - Eötvös Loránd Tudományegyetem ·
 IJsland - Háskóli Íslands ·
 Ierland - University College Cork ·
 Italië - Università di Bologna ·
 Letland - Latvijas Universitāte ·
 Litouwen - Universiteit van Vilnius ·
 Malta - Universiteit van Malta ·
 Nederland - Hogeschool voor de Kunsten Utrecht · Universiteit Utrecht ·
 Noorwegen - Universiteit van Bergen ·
 Oostenrijk - Universiteit van Graz ·
 Polen - Jagiellonische Universiteit ·
 Portugal - Universiteit van Coimbra ·
 Roemenië - Alexander Jan Cuza-universiteit van Iași ·
 Slowakije - Comeniusuniversiteit Bratislava ·
 Slovenië - Universiteit van Ljubljana ·
 Turkije - Boğaziçi Universiteit ·
 Verenigd Koninkrijk - Queens University Belfast · Universiteit van Hull ·
 Zwitserland - Universität Basel
Albanië: Universiteit van Tirana, Technische Hogeschool van Tirana · 
België: Vrije Universiteit Brussel, Université libre de Bruxelles · 
Bulgarije: Sofia Universiteit St. Kliment Ohridski · 
Cyprus: Universiteit van Cyprus · 
Duitsland: Vrije Universiteit Berlijn, Humboldtuniversiteit · 
Denemarken: Universiteit van Kopenhagen · 
Estland: Technische Universiteit Tallinn, Universiteit van Tallinn · 
Finland: Universiteit van Helsinki · 
Frankrijk: Sorbonne Université, Université Sorbonne-Nouvelle, Universiteit Paris-Dauphine ·
Griekenland: Universiteit van Athene · 
Hongarije: Loránd Eötvös-universiteit · 
Ierland: Nationale Universiteit van Ierland, Dublin · 
Italië: Universiteit Sapienza Rome, Universiteit van Rome Tor Vergata, Roma Tre-universiteit · 
Kroatië: Universiteit van Zagreb · 
Letland: Universiteit van Letland · 
Litouwen: Universiteit van Vilnius · 
Nederland: Universiteit van Amsterdam · 
Noord-Macedonië: Universiteit van Skopje · 
Noorwegen: Universiteit van Oslo · 
Oostenrijk: Universiteit van Wenen · 
Polen: Universiteit van Warschau · 
Portugal: Universiteit van Lissabon · 
Roemenië: Universiteit van Boekarest · 
Rusland: Staatsuniversiteit van Moskou · 
Slowakije: Comenius Universiteit Bratislava · 
Slovenië: Universiteit van Ljubljana · 
Spanje: Autonome Universiteit van Madrid, Complutense-universiteit van Madrid · 
Tsjechië: Karelsuniversiteit Praag · 
Verenigd Koninkrijk: University College London · 
IJsland: Universiteit van IJsland · 
Zweden: Universiteit van Stockholm · 
Zwitserland: Universiteit van Lausanne